# Laphystia litoralis
Laphystia litoralis är en tvåvingeart som beskrevs av Charles Howard Curran 1931. Laphystia litoralis ingår i släktet Laphystia och familjen rovflugor. Inga underarter finns listade i Catalogue of Life.